# Becker Fabrics
Becker Fabrics ist ein deutscher Textilhersteller mit Hauptsitz in Aachen-Brand. Das 2012 neu gegründete Unternehmen geht auf die 1927 von Wilhelm Becker gegründete Tuchweberei zurück. Als einer der letzten deutschen Hersteller hochwertiger Tuche ist Becker Fabrics Teil der Geschichte der Tuchindustrie in Aachen.

## Geschichte

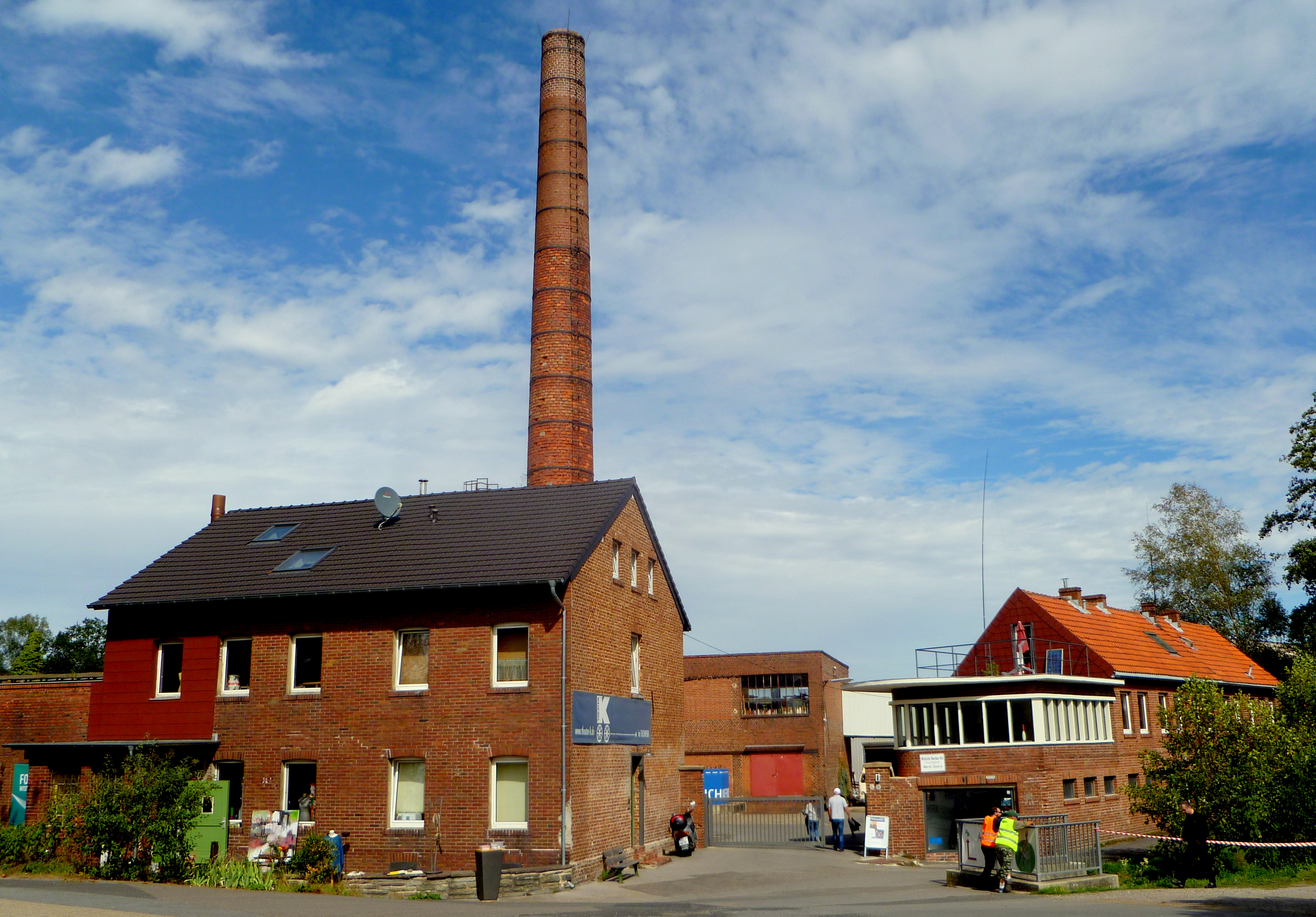
Stockheider Mühle, Fabrikgelände der Wilhelm Becker KG von 1963 bis 1983

1927 gründete Wilhelm Becker in Aachen-Brand mit vier Webstühlen eine Lohnweberei. 1952 entwickelte Becker erstmals eine Kollektion, die er unter eigenem Namen vermarktete, und erwarb 1965 eine moderne Webmaschine der Sulzer AG. Zu dieser Zeit waren rund 100 Mitarbeitende in dem Unternehmen beschäftigt, es wurden rund eine Million laufende Meter Gewebe hergestellt. 1969 übernahm die Wilhelm Becker KG die historische Stockheider Mühle und richtete dort einen Textilveredelungsbetrieb für die eigene Produktion mittlerer bis gehobener Herren- und Damenoberbekleidung. Durch die Übernahme konnte Becker in eigener Regie färben und ausrüsten. Schon bald wurde der Standort zu klein und Becker errichtete in Aachen-Brand eine große Färberei und Appretur. Die Stockheider Mühle wurde nur noch als Lagerfläche verwendet.
Nach dem Ende der DDR übernahm die Tuchfabrik Becker die im sächsischen St. Egidien ansässige, 1995 privatisierte Palla Creativ Textiltechnik GmbH & Co. als Tochterfirma. Das Unternehmen Palla war nach dem Zweiten Weltkrieg und zu Beginn der DDR als verstaatlichter Zusammenschluss mehrerer bestehender Textilbetriebe der Region um Meerane gegründet worden. 1970 erfolgte ein weiterer Zusammenschluss aller Textilbetriebe der Region um Meerane und Glauchau zur Textilwerke Palla mit damals bis zu 4.400 Beschäftigten. Becker ließ für diese in St. Egidien ein neues Werk errichten. Der Neubau wurde mit rund 100 Millionen DM vom Freistaat Sachsen subventioniert, unter der Bedingung des Arbeitsplatzerhalts für 10 Jahre. 1998 nahm das Werk den Betrieb auf. Die Rohware wurde aus einem Werk im litauischen Vilnius bezogen.
Im selben Jahr übernahm Becker die insolvente Tuchfabrik von Leo Führen (1922–2013), dem Regionalvorsitzenden der Tuchmacher in Aachen, was die Umfirmierung in Becker & Führen zur Folge hatte. 2004 stieg die Daun-Gruppe, Hauptlieferant von Becker, als Investor ein. Zu dieser Zeit hatte das Unternehmen etwa 1.200 Mitarbeitende. Die drei Geschäftsführer Dieter Biervert, Christoph Königs und Peter Recker übernahmen die Mehrheit der Geschäftsanteile von den drei Brüdern Josef, Matthias und Hubert Becker.
Mit der Aufhebung der weltweiten Exportbeschränkungen für Textilien aus Asien im Jahr 2005 verschärften sich die wirtschaftlichen Probleme der deutschen Textilindustrie. Die Becker-Gruppe musste erstmals Insolvenz anmelden. Im Zuge des Insolvenzverfahrens wurde die Produktionskapazität von 15 auf rund 8 Millionen laufende Meter pro Jahr heruntergefahren, die Mitarbeitendenzahl in Aachen sank von 480 auf 170.
Die Becker & Führen Tuche GmbH und die Palla Creative GmbH blieben als neu gegründete Unternehmen erhalten, jedoch verlor mehr als die Hälfte der Mitarbeitenden ihre Arbeitsplätze. Die Produktion wurde umgestellt auf geringere Mengen an höherwertiger Ware. Ein unternehmenseigenes Designbüro in Verona wurde eingerichtet. 2007 übernahm Becker den Jeansstoffhersteller Hecking Deotexis aus Neuenkirchen im Kreis Steinfurt mit 118 Beschäftigten. Der Umsatz der Unternehmensgruppe belief sich zu dieser Zeit auf 50 Millionen Euro, der Produktionsschwerpunkt lag auf hochwertigen Textilien für Herrenmode.
Die Weltfinanzkrise 2007/08 führte zu sinkender Nachfrage nach Luxusgütern, weswegen Becker und Palla im Herbst 2008 erneut Insolvenz anmeldeten. Im Dezember 2008 wurde der Produktionsstandort in Neuenkirchen geschlossen, im März 2009 wurde die endgültige Schließung des Werkes in St. Egidien zum Juni des Jahres verkündet. Die FAU warf der Geschäftsführung vor, sich durch das Aufteilen und Neugründen von GmbHs der Zahlung von ausstehenden Löhnen entzogen zu haben. Der Geschäftsführer Peter Recker erklärte, dass der Freistaat Sachsen seine zugesagte Rettungsbeihilfe nicht überwiesen habe.

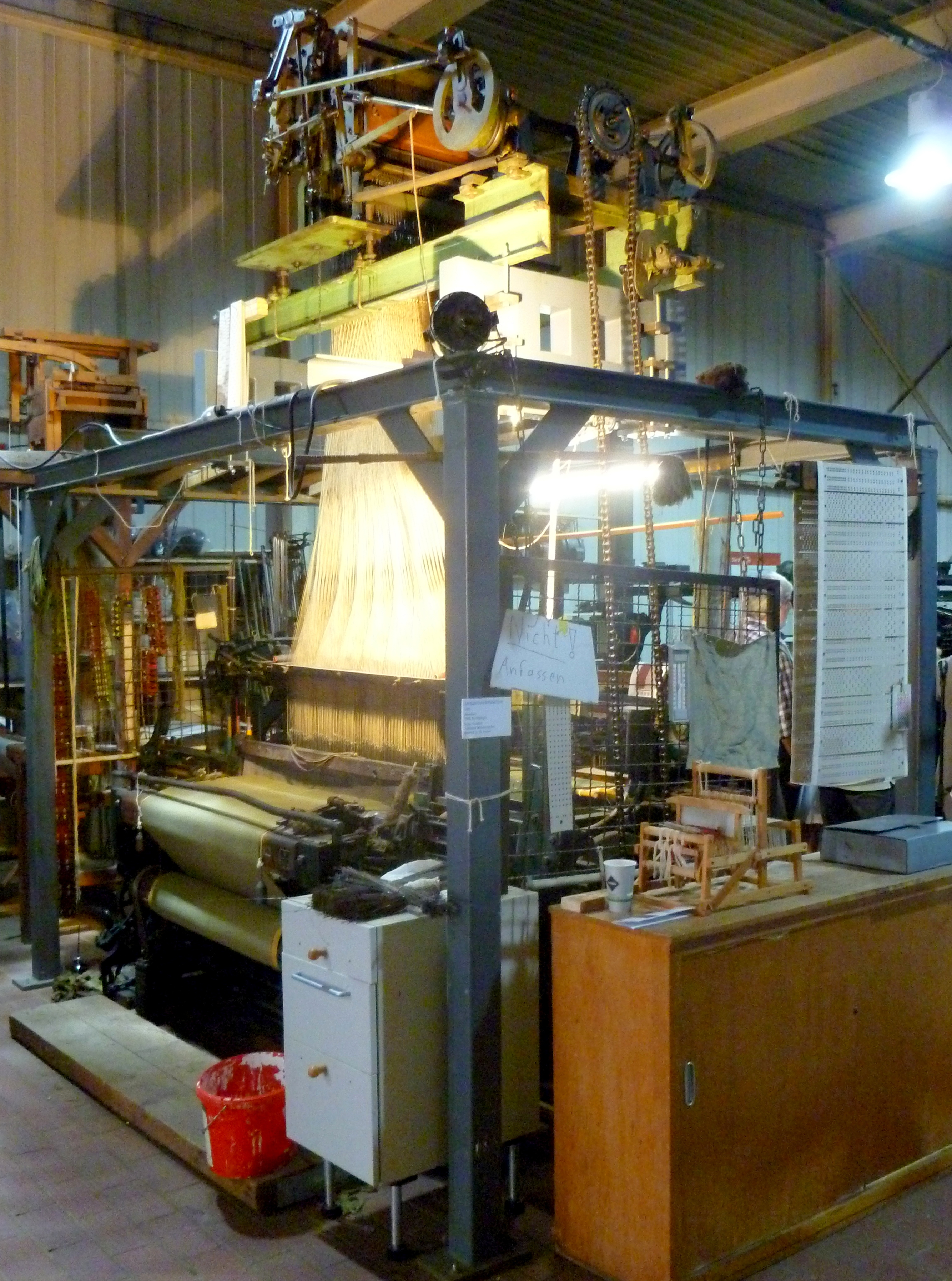
Jacquardwebmaschine aus der Insolvenzmasse von Becker & Führen, heute im Tuchwerk Aachen

Im Frühjahr 2012 wurde Becker & Führen zerschlagen und die Besitztümer veräußert. Unter anderem erwarb das Tuchwerk Aachen die Stockheider Mühle sowie mehrere Maschinen für ihre Pläne eines neuen Textilmuseums. In der Nachfolge von Becker & Führen entstand die Führen Tuche GmbH in Rastede, die 2019 von Peter Recker liquidiert wurde, sowie am 5. April 2012 die Becker Fabrics in Aachen mit Christoph Königs und Peter Recker als Geschäftsführern.
2019 gewann Becker für seine Produktentwicklung aus Wolle und Cordura mit Elastan den Munich Fabric HighTex-Innovationspreis.